# La Gacilly
La Gacilly is een gemeente in het Franse departement Morbihan (regio Bretagne). De plaats maakt deel uit van het arrondissement Vannes. De gemeente telde 2.320 inwoners op 1 januari 2018.
Het is bekend geworden dankzij Yves Rocher, 1930-2009, die er werd geboren en er zijn zijn cosmeticabedrijf stichtte. Van 1962 tot 2008 was hij burgemeester van La Gacilly.

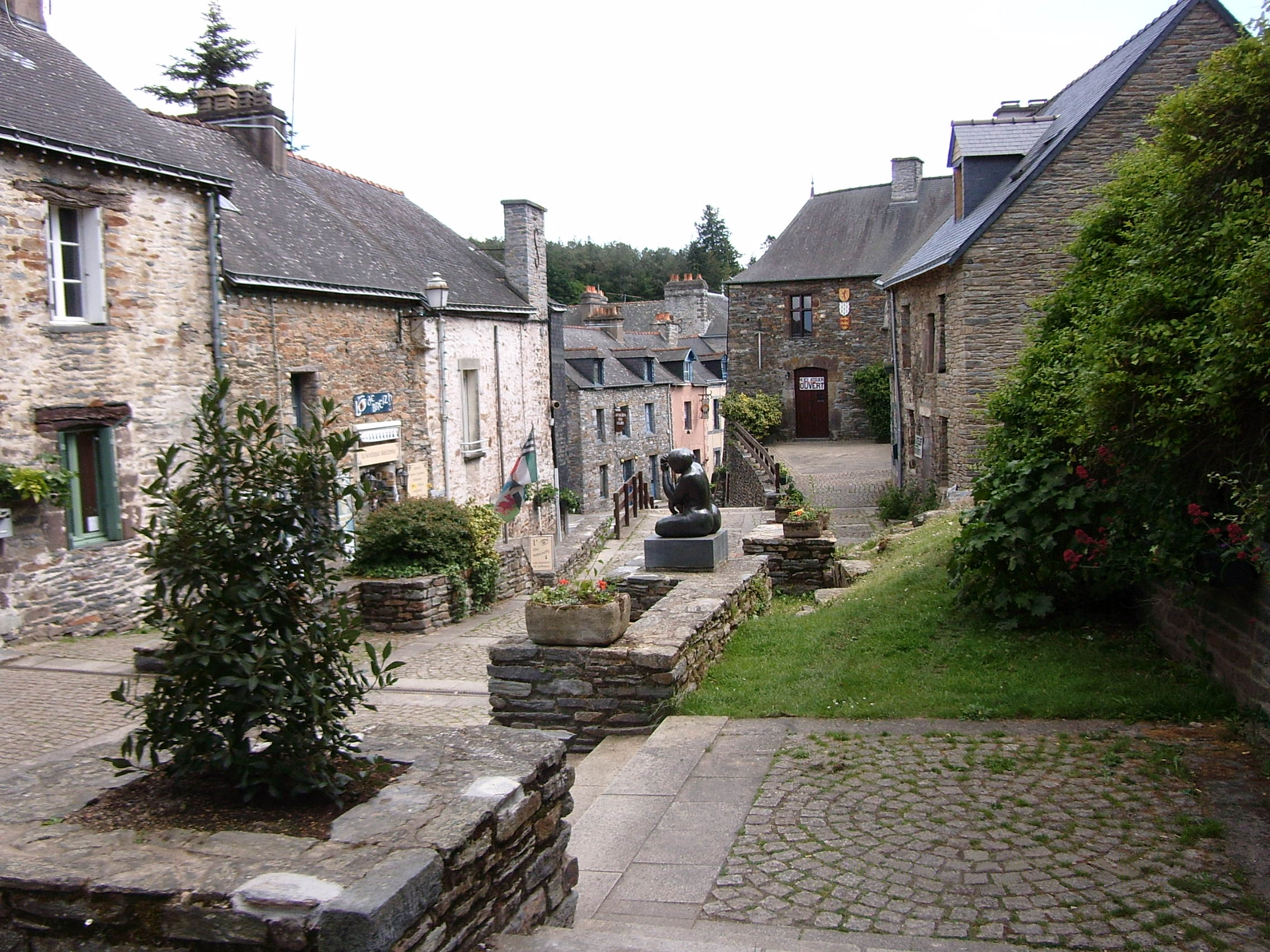
Rue La Fayette
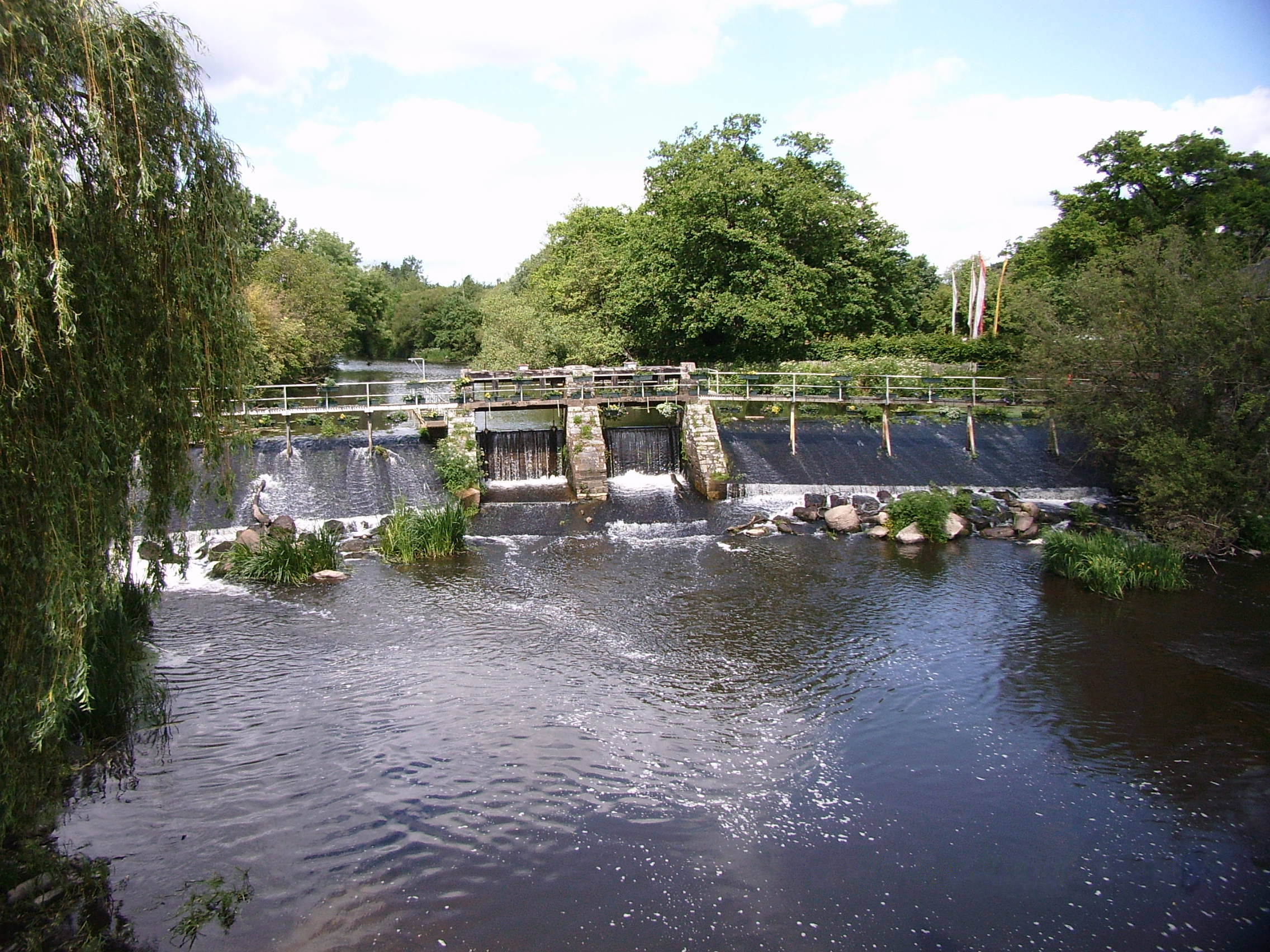
Rivier de Aff bij La Gacilly

## Geschiedenis
La Gacilly was de hoofdplaats van het gelijknamige kanton totdat het op 22 maart 2015 werd opgeheven en de gemeenten werden opgenomen in het kanton Guer. Op 1 januari 2017 werden de aangrenzende gemeenten La Chapelle-Gaceline en Glénac opgeheven en opgenomen in de gemeente, die daarmee een commune nouvelle werd.

## Geografie
De oppervlakte van La Gacilly bedroeg op 1 januari 2018 16,48 vierkante kilometer; de bevolkingsdichtheid was toen 140,8 inwoners per km².

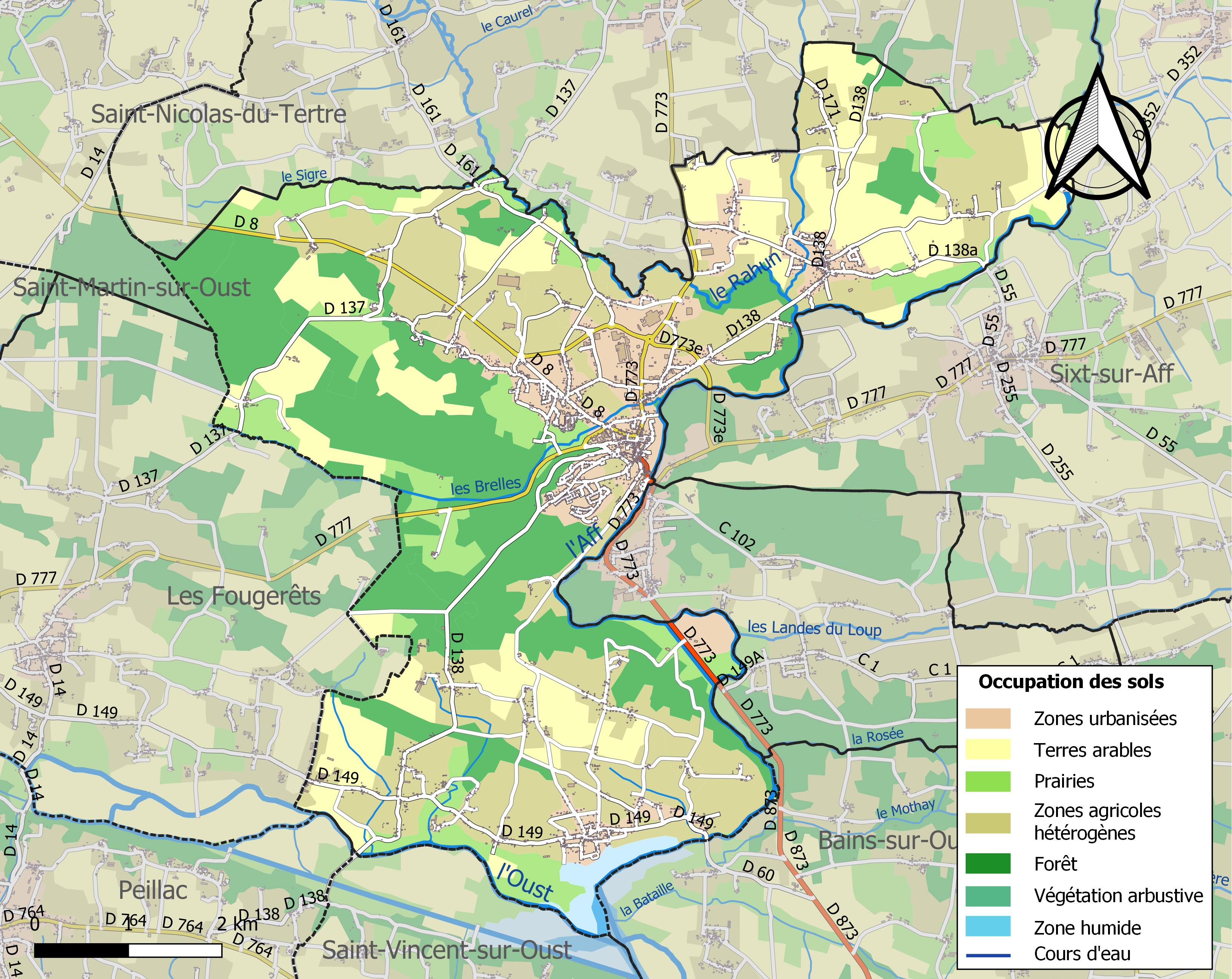
Kaart van de gemeente met de belangrijkste infrastructuur, bodemgebruik en omliggende gemeenten

## Demografie
Onderstaande figuur toont het verloop van het inwonertal, bron: INSEE-tellingen. 